# 130년대
130년대는 130년부터 139년을 가리킨다.